# Iglesia de San Millán (Soria)
La iglesia de San Millán era una de las 35 parroquias con las que contaba la ciudad de Soria. También se conoció con la advocación de Santa Apolonia, por una imagen que en ella se veneraba.

## Historia
La iglesia de San Millán aparecía en el censo de Alfonso X elaborado en el año 1270.
Esta iglesia se situaba en el barranco que sube de la Colegiata al barrio de San Martín en la calle de Santa Apolonia. Algunos autores la localizan en la calle de San Millán. Puede ser que se produjera un traslado del culto en época temprana cuando la zona este de la ciudad fue destruida por un incendio en el siglo XIV, desplazándose la parroquia hacia el oeste.
Su anexionó a El Azogue en el siglo XVI trasladándose los objetos de culto, entre ellos una imagen de la Virgen de San Millán y otra de Santa Apolonia. Cuando en 1557 se anexionó ésta a San Pedro, pasaron las imágenes a la Colegiata, destinándose entonces una capilla en este templo (la del Santo Cristo) para albergar la imagen de la Virgen de San Millán, construyéndose el retablo barroco del siglo XVII de grandes dimensiones realizado para la veneración de la imagen. La capilla pasó a denominarse como Capilla de San Saturio cuando se decidió trasladar la imagen titular a otra ubicación. Nuestra Señora de San Millan fue una imagen muy venerada en esta iglesia ya que tres de las siete campanas del campanario están dedicadas a esta Virgen. 

## Descripción
Era una pequeña y simple iglesia, como casi todas las parroquias que aparecían en el censo de Alfonso X elaborado en 1270 y de estilo románico. 